# Дешки (Чернігівський район)
Де́шки — село в Україні, у Остерській міській громаді Чернігівського району Чернігівської області. Населення становить 111 осіб (2014). До 2016 року орган місцевого самоврядування — Остерська міська рада.

## Історія
Село засноване 1650 року.
12 червня 2020 року, відповідно до розпорядження Кабінету Міністрів України № 730-р «Про визначення адміністративних центрів та затвердження територій територіальних громад Чернігівської області», село увійшло до складу Остерської міської громади.
19 липня 2020 року, в результаті адміністративно-територіальної реформи та ліквідації Козелецького району, село увійшло до складу новоутвореного Чернігівського району Чернігівської області.

## Населення
1901 - 184 мешканця.

### Мова
Розподіл населення за рідною мовою за даними перепису 2001 року:
| Мова       | Кількість | Відсоток |
| ---------- | --------- | -------- |
| українська | 162       | 98.18%   |
| російська  | 3         | 1.82%    |
| Усього     | 165       | 100%     |